# Pemphredon

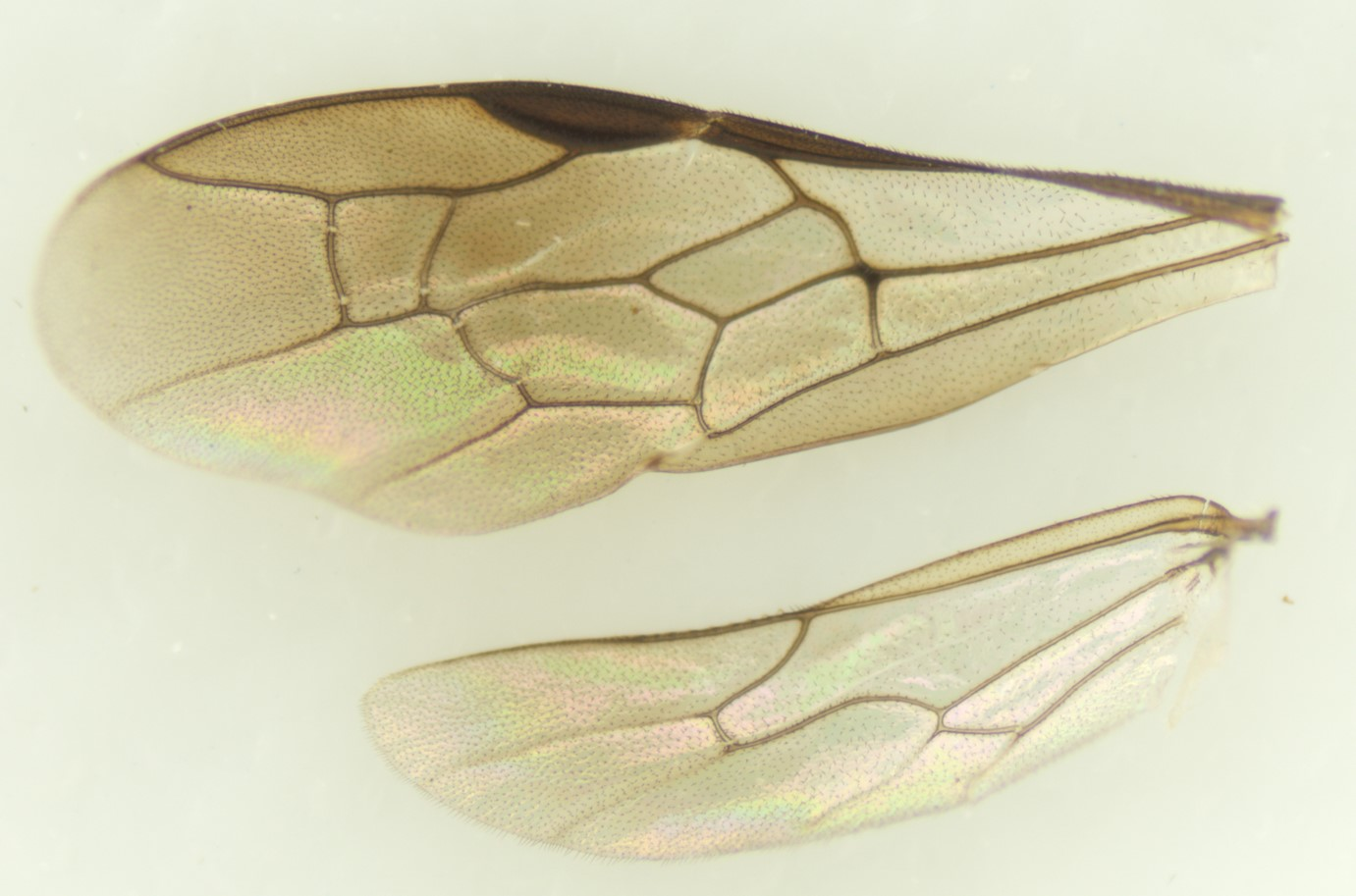
Flügeladerung von Pemphredon austriaca

Pemphredon ist eine Gattung der Grabwespen (Spheciformes) aus der Familie Crabronidae. Die Gattung ist holarktisch verbreitet, 12 Arten sind in Europa vertreten. Mehrere Arten gelten wegen ihrer Spezialisierung auf Blattläuse als Nützlinge.

## Merkmale
Die Pemphredon-Arten sind häufig klein und schwarz gefärbt und haben gewisse Ähnlichkeit mit Ameisen. Sie haben einen kurzen, gefurchten Hinterleibsstiel, zwei Submarginalzellen im Vorderflügel und einen insbesondere hinter den Facettenaugen gut entwickelten Kopf. Die Artbestimmung ist schwierig. 
Anhand des Verlaufs der Submarginaladern wird die Gattung in drei Artengruppen unterteilt, die von manchen Autoren auch als Untergattungen betrachtet werden. Dies sind die lugubris-, morio- und lethifer-Gruppen. Bei ersterer stößt die äußere Ader der zweiten Submarginalzelle merklich unterhalb der Mitte auf die Marginalzelle und die zweite Rücklaufende Ader endet in der zweiten Submarginalzelle. Diese ist in der Regel länger als hoch. Bei der morio-Gruppe stößt die äußere Ader in der Mitte auf die Marginalzelle und die zweite Submarginalzelle ist höher als lang. Ein weiteres Merkmal dieser Gruppe ist ein kleiner Dorn zwischen den Fühlern. Bei der dritten Gruppe stößt die äußere Ader nahe der Mitte auf die Marginalzelle, die zweite rücklaufende Ader mündet jedoch vor oder knapp in der zweiten Submarginalzelle, die in der Regel gleich lang oder länger als hoch.

## Lebensweise
Die Weibchen legen ihre Nester meist in hohlen oder markhaltigen Stängeln oder Zweigen an. Manche Arten benutzen auch verlassene Fraßgänge im Holz oder legen ihre Nester in Pflanzengallen an. Bei Platzmangel liegen die Zellen in Linien hintereinander, ansonsten werden sie verzweigt angelegt. Es werden dabei kurze Seitengänge häufig zunächst mit Bohrmehl gefüllt und erst später zu Zellen ausgebaut. Die Zellzwischenwände bestehen aus Genagsel. Jede Zelle wird mit 10 bis 60 Röhrenblattläusen verproviantiert, wobei die Auswahl der Arten unspezifisch erfolgt. Die Beutetiere werden entweder mit einem Stich betäubt oder mit den Mandibeln getötet. Anschließend werden sie mit den Mandibeln gepackt und zum Nest transportiert. Ist eine Zelle fertig versorgt, wird ein Ei auf dem Grund oder in der Mitte der Zelle zwischen den Beutetieren abgelegt. Die Verpuppung der Larven erfolgt bei vielen Arten nicht in einem vollständigen Kokon, sondern in einer Kappe über dem Kopf, die als dünne Membran in die Wand der Brutzelle übergehen kann. Manche Arten wie etwa Pemphredon lethifer fertigen auch eine feine zweite Membran knapp unterhalb der Kappe.
Aus den inneren Zellen des Nestes schlüpfen in der Regel Weibchen, aus den äußeren Männchen. Die Gattung entwickelt sich proterandrisch, das heißt, dass die Männchen einige Tage vor den Weibchen schlüpfen. In Mitteleuropa wird pro Jahr eine Generation ausgebildet, in günstigen Jahren können es auch zwei sein. Die Imagines vieler Arten ernähren sich von Honigtau, aber manchmal auch von Blattläusen selbst. Nachgewiesene Parasitoide der Gattung sind Goldwespen, Schlupfwespen, Gichtwespen (Gasteruptionidae) und Erzwespen.

## Arten (Europa)
- Pemphredon austriaca (Kohl, 1888)
- Pemphredon baltica Merisuo, 1972
- Pemphredon beaumonti Hellen, 1955
- Pemphredon flavistigma Thomson, 1874
- Pemphredon inornata Say, 1824
- Pemphredon lethifer (Shuckard, 1837)
- Pemphredon lugens Dahlbom, 1842
- Pemphredon lugubris (Fabricius, 1793)
- Pemphredon montana Dahlbom, 1845
- Pemphredon morio Vander Linden, 1829
- Pemphredon podagrica Chevrier, 1870
- Pemphredon rugifer (Dahlbom, 1844)

## Belege